# Tru Thoughts
Tru Thoughts – założona w 1999 roku w brytyjskim Brighton niezależna wytwórnia muzyczna specjalizująca się w promowaniu muzyki elektronicznej.
W 2005 roku wytwórnia została wyróżniona nagrodą Worldwide Label of the Year przyznawaną przez Gilles Peterson Worldwide.
Nazwa wytwórni jest połączeniem słowa thoughts (pol. myśli, przemyślenia) i tru (poprawnie: true, pol. prawdziwy), zainspirowana tytułem albumu Pete'a Rocka Tru Master.

## Wybrani artyści związani z Tru Thoughts

### Obecni
- Hidden Orchestra
- Hint
- Nostalgia 77
- Quantic
- Ty
- Rodney P
- Wrongtom

### Byli
- Azaxx
- Bonobo
- Flevans
- Jon Kennedy
- The Broken Keys
- TM Juke
- Treva Whateva
- Zero dB